# Гугаљ
Гугаљ је насеље у општини Пожега, у Златиборском округу, у Србији. Према попису из 2022. било је 179 становника.
Овде се налази Железничка станица Драгачево.

## Демографија
У насељу Гугаљ живи 238 пунолетних становника, а просечна старост становништва износи 47,1 година (46,5 код мушкараца и 47,6 код жена). У насељу има 94 домаћинства, а просечан број чланова по домаћинству је 2,98. (према попису уз 2011. године)
Ово насеље је великим делом насељено Србима (према попису из 2002. године), а у последња четири пописа, примећен је пад у броју становника.
|  |

| Демографија | Демографија | Демографија |
| Година      | Становника  | Становника  |
| ----------- | ----------- | ----------- |
| 1948.       | 576         |             |
| 1953.       | 606         |             |
| 1961.       | 553         |             |
| 1971.       | 493         |             |
| 1981.       | 433         |             |
| 1991.       | 364         | 360         |
| 2002.       | 280         | 285         |
| 2011.       | 243         |             |
| 2022.       | 179         |             |

| Етнички састав према попису из 2002.‍ | Етнички састав према попису из 2002.‍ | Етнички састав према попису из 2002.‍ | Етнички састав према попису из 2002.‍ | Етнички састав према попису из 2002.‍ |
| ------------------------------------ | ------------------------------------ | ------------------------------------ | ------------------------------------ | ------------------------------------ |
|                                      |                                      |                                      |                                      |                                      |
| Срби                                 | Срби                                 |                                      | 277                                  | 98,92%                               |
| Словаци                              | Словаци                              |                                      | 1                                    | 0,35%                                |
| Албанци                              | Албанци                              |                                      | 1                                    | 0,35%                                |
| Југословени                          | Југословени                          |                                      | 1                                    | 0,35%                                |
| непознато                            | непознато                            |                                      | 0                                    | 0,0%                                 |

| Година пописа     | 1948. | 1953. | 1961. | 1971. | 1981. | 1991. | 2002. |
| ----------------- | ----- | ----- | ----- | ----- | ----- | ----- | ----- |
| Број домаћинстава | 110   | 126   | 126   | 130   | 131   | 120   | 94    |

| Број чланова      | 1  | 2  | 3 | 4  | 5  | 6  | 7 | 8 | 9 | 10 и више | Просек |
| ----------------- | -- | -- | - | -- | -- | -- | - | - | - | --------- | ------ |
| Број домаћинстава | 27 | 25 | 6 | 11 | 13 | 11 | 0 | 0 | 0 | 1         | 2,98   |

| Пол    | Укупно | Неожењен/Неудата | Ожењен/Удата | Удовац/Удовица | Разведен/Разведена | Непознато |
| ------ | ------ | ---------------- | ------------ | -------------- | ------------------ | --------- |
| Мушки  | 119    | 27               | 80           | 10             | 2                  | 0         |
| Женски | 127    | 19               | 78           | 29             | 1                  | 0         |
| УКУПНО | 246    | 46               | 158          | 39             | 3                  | 0         |

| Пол    | Укупно                    | Пољопривреда, лов и шумарство | Рибарство                            | Вађење руде и камена | Прерађивачка индустрија       |
| ------ | ------------------------- | ----------------------------- | ------------------------------------ | -------------------- | ----------------------------- |
| Мушки  | 70                        | 25                            | 0                                    | 0                    | 34                            |
| Женски | 65                        | 38                            | 0                                    | 0                    | 16                            |
| УКУПНО | 135                       | 63                            | 0                                    | 0                    | 50                            |
| Пол    | Производња и снабдевање   | Грађевинарство                | Трговина                             | Хотели и ресторани   | Саобраћај, складиштење и везе |
| Мушки  | 0                         | 3                             | 0                                    | 0                    | 5                             |
| Женски | 1                         | 0                             | 1                                    | 1                    | 0                             |
| УКУПНО | 1                         | 3                             | 1                                    | 1                    | 5                             |
| Пол    | Финансијско посредовање   | Некретнине                    | Државна управа и одбрана             | Образовање           | Здравствени и социјални рад   |
| Мушки  | 0                         | 1                             | 1                                    | 0                    | 1                             |
| Женски | 0                         | 0                             | 0                                    | 1                    | 5                             |
| УКУПНО | 0                         | 1                             | 1                                    | 1                    | 6                             |
| Пол    | Остале услужне активности | Приватна домаћинства          | Екстериторијалне организације и тела | Непознато            | Непознато                     |
| Мушки  | 0                         | 0                             | 0                                    | 0                    | 0                             |
| Женски | 0                         | 0                             | 0                                    | 2                    | 2                             |
| УКУПНО | 0                         | 0                             | 0                                    | 2                    | 2                             |